# Argentina
Suverena država je razdeljena na triindvajset provinc (špansko provincias, ednina provincia) in eno avtonomno mesto (ciudad autónoma), Buenos Aires, ki je zvezna prestolnica države (špansko Capital Federal), kot je odločil kongres. Province in glavno mesto imajo svoje ustave, vendar obstajajo po zveznem sistemu. Argentina zahteva tudi Falklandske otoke (špansko Islas Malvinas, 12.173 km²), Južno Georgio in Južne Sandwicheve otoke (4066 km²) ter zahteva suverenost nad delom Antarktike med 25° Z in 74° Z (965.314 km², 1.461.597 km² z ledeno površino) kot del province Tierra del Fuego, Antártida e Islas del Atlántico Sur.
Najzgodnejša zabeležena človeška prisotnost v današnji Argentini sega v obdobje paleolitika. Inkovski imperij se je v predkolumbovskih časih razširil na severozahod države. Država ima korenine v španski kolonizaciji regije v 16. stoletju. Argentina se je povzpela kot država naslednica podkraljevstva Río de la Plata, španskega čezmorskega podkraljevstva, ustanovljenega leta 1776. Razglasitvi in boju za neodvisnost (1810–1818) je sledila podaljšana državljanska vojna, ki je trajala do leta 1861, in se je zaključila z reorganizacijo države kot zveze provinc z Buenos Airesom kot glavnim mestom. Država je nato uživala relativni mir in stabilnost, pri čemer je več valov evropskega priseljevanja, predvsem Italijanov in Špancev, korenito preoblikovalo njene kulturne in demografske nazore; 62,5 % prebivalstva ima popolno ali delno italijansko poreklo, argentinska kultura pa ima pomembne povezave z italijansko kulturo.
Skoraj neprimerljivo povečanje blaginje je privedlo do tega, da je Argentina v začetku 20. stoletja postala sedma najbogatejša država na svetu. Po Maddisonovem projektu zgodovinske statistike je imela Argentina najvišji realni BDP na prebivalca na svetu v letih 1895 in 1896 in je bila vsaj pred letom 1920 dosledno med desetimi. Trenutno je na 61. mestu na svetu. Po veliki depresiji v 1930-ih je Argentina padla v politično nestabilnost in gospodarski zaton, ki jo je potisnil nazaj med nerazvite. Po smrti predsednika Juana Peróna leta 1974 je na mesto predsednika stopila njegova vdova in podpredsednica Isabel Martínez de Perón. Leta 1976 jo je strmoglavila vojaška diktatura. Vojaška vlada je v umazani vojni, obdobju državnega terorizma in državljanskih nemirov, ki je trajalo več kot desetletje do izvolitve Raúla Alfonsína za predsednika leta 1983, preganjala in ubijala številne politične kritike, aktiviste in levičarje.
Argentina je država v razvoju in se po indeksu človekovega razvoja uvršča na 46. mesto, drugi najvišji v Latinski Ameriki za Čilom. Je regionalna sila v Latinski Ameriki in ohranja svoj zgodovinski status srednje sile v mednarodnih zadevah. Argentina ohranja drugo največje gospodarstvo v Južni Ameriki, tretje največje v Latinski Ameriki in je članica G-15 in G20. Je tudi ustanovna članica Združenih narodov, Svetovne banke, Svetovne trgovinske organizacije, Mercosurja, Skupnosti latinskoameriških in karibskih držav ter Organizacije iberoameriških držav.

## Etimologija
Argentina je dobila svoje ime po latinski besedi argentum, ki pomeni srebro, plemenito kovino, ki je bila povod za evropsko kolonizacijo.
Drugi uradni imeni države sta Argentinska republika (República Argentina) in Argentinski narod (Nación Argentina).

## Zgodovina
Najstarejši znaki človeške prisotnosti v Argentini se nahajajo v Patagoniji, kjer so znanstveniki našli ostanke iz približno leta 11.000 pr. n. št. Na začetku prvega stoletja so se pojavile poljedelske civilizacije, ki so se ukvarjale v glavnem s koruzo ob Andih, na zahodu sedanje Argentine (med drugimi Santa María, Huarpes, Diaguitas in Sanavirones).
Leta 1480, med ekspanzivnostjo inkovskega cesarstva, je vladar Pachacutec premagal in osvojil severnozahodno Argentino in jo pridružil k provinci Qulla Suyu.
Na severovzhodu v Gvaraniji so gojili manioko ter indijski krompir. V srednji in južni Argentini (Pampa in Patagonia) so živeli nomadski ljudje, združeni v 17. stoletju kot Mapuči.
Evropejci so prišli leta 1502. Španci so ustanovili permanentno kolonijo na območju današnjega Buenos Airesa leta 1536 in ponovno v letu 1580. Podkraljestvo Río de la Plata je bilo ustanovljeno leta 1776. Leta 1806 in 1807 je Britansko kraljestvo napadlo Buenos Aires, vendar so se naseljenci obakrat obranili.
25. maja 1810, po novicah, da je Napoleon vrgel Kralja Ferdinanda VII s prestola, so prebivalci Buenos Airesa izkoristili priložnost, da bi postavili prvo neodvisno vlado (Primera Junta). Dogodki so poznani kot Revolución de Mayo (Majska Revolucija). Uradna neodvisnost od Španije je bila podpisana 9. julija 1816 na kongresu v Tucumanu (Congreso de Tucumán). Leto kasneje je General José de San Martín prečkal Ande, da bi osvobodil Čile in Peru, in s tem izničil špansko grožnjo.
Po neodvisnosti Združene Province Reke del Plata so se Centralisti in Federalisti (špansko Unitarios in Federales) večkrat bojevali med sabo, dokler narodna stabilnost ni bila ustavljena z ustavo leta 1853, ne dolgo potem, ko je Justo José de Urquiza premagal caudilla iz Buenos Airesa Juana Manuela de Rosasa. Provinca Buenos Aires se je združila z Argentinsko konfederacijo (Confederación Argentina) šele leta 1861, po bitkah Cepeda (1859) in Pavón (1863).
Po vojni trojne zveze proti Paragvaju v letih 1865 - 1870 so tuje invazije in evropska imigracija pripeljale do moderne agrikulture. Med letom 1878 in 1884 se je bojevala osvojitev puščave (Conquista del desierto), ki se je končala s porazom indijancev Pamp in Patagonije ter njihovem podjarmljenjem.
Zadevo državne meje v Andih je rešila britanska arbitraža leta 1902, ki je vzpostavila današnje meje med Argentino in Čilom. V severni in osrednji Patagoniji so bile meje določene med zemljepisnimi širinami 40 ° in 52 ° J kot razlaga pogodbe o meji iz leta 1881 med Čilom in Argentino. Tako so bila nekatera patagonska jezera, na primer jezero O'Higgins / San Martín, razdeljena z državno mejo. Poleg tega so bile ugotovljene preference naseljenih kolonistov na obdelanem delu spornega območja. Meja, predlagana v arbitraži, je bila kompromis med mejnimi preferencami obeh vlad, ki sta bili sprti, in ni niti strogo ni sledila poravnavi najvišjih vrhov niti rečnemu razvodju in je bila objavljena v imenu kralja Edvarda VII..
Med 1880 do 1930 je Argentina doživela razcvet, zahvaljujoč izvozni ekonomiji. Število prebivalstva se je sedemkrat povečalo. Konservativni oligarhični politiki (Generación del 80) so vladali do 1916, ko je zakon univerzalnih volitev dovolil Radikalom dostop do predsednikovega sedeža. Vendar so vojaki vlado Hipólita Yrigoyena strmoglavili leta 1930, tako, da so konservativci vladali še eno desetletje. General Juan Perón je bil izbran za predsednika leta 1946. Več pravic je dodelil delavskem sindikatom, a ga je Revolución Libertadora odstranila s pozicije.
Od 1950-ih do srede 1970-ih so se menjavali na oblasti civilni predsedniki brez široke podpore in mehke vojaške vlade. Ta desetletja je ekonomija rasla in revščina padla na 7 % leta 1975. Po drugi strani je ekonomija postajala vedno bolj zaščitna, politično nasilje pa vedno bolj kruto z radikalnimi skupinami kakor Triple A in Montoneros. Leta 1973 je Perón drugič postal predsednik, a leto kasneje je umrl, tako da je predsednica postala njegova tretja žena Isabel. Brez Peronove karizme in z neuspešno ekonomsko politiko je Argentina 24. maja 1976 preživela še en državni prevrat.
Vojaška vlada, uradno znana kot Proces narodne reorganizacije (Proceso de Reorganización Nacional), je uporabljala krute metode (Umazana Vojna; Guerra Sucia) proti opoziciji - 10.000 do 30.000 pogrešanih (desaparecidos, glej Matere iz Plaza de Mayo). Vojna je bila prisotna v drugih južnoamerških državah pod vojaškimi vladami, ki so sodelovale med seboj v mednarodni kooperaciji Operacija Kondor (Operación Condor), v katero so bile zapletene službe državne varnosti - argentinska SIDE, čilska DINA in CIA iz ZDA. Med 1975 in 1983 je državni dolg narasel s 7.875 milijonov dolarjev na 45.087 milijonov.
Globoke finančne težave, sum korupcije, nemiri zaradi kršitev človekovih pravic in poraz v vojni za Falklandske otoke (Islas Malvinas) so prisilili vojsko, da je razpisala volitve.
Demokracija je bila vzpostavljena leta 1983, ko je Raúl Alfonsín iz Radikalne meščanske unije (Unión Cívica Radical) nastopil kot predsednik. V času njegove oblasti se je vzpostavila civilna kontrola nad vojsko in številni vojaki, ki so sodelovali med umazano vojno, so bili obsojeni. A Alfonsín je moral odstopiti šest mesecev pred koncem svojega mandata zaradi velike inflacije in nasprotovanja akterjev na ekonomskem področju.
Predsednik Carlos Menem, ki je sledil, je kljub obljubam med kampanjo privatiziral večino državnih podjetij (letalsko, električno, telefonsko, poštno, železniško itd.) in fiksiral argentinski peso ena-na-ena z ameriškim dolarjem. To je prineslo mednarodne preobrate in ekonomsko rast, vendar je v desetletju njegove vladavine propadlo veliko domače industrije, ker niso mogli konkurirati uvoženim izdelkom z nižjimi cenami.
Predsednik Fernando de la Rúa je moral dve leti potem, ko je bil izvoljen, zaradi masivnega bega kapitala blokirati vse bančne račune (Corralito). Finančna kriza ga je prisilila k odstopu 20. decembra 2001. Naslednja dva tedna so med mnogimi protesti (glej Cacerolazo) vladali različni provizorični predsedniki. 2. januarja je bil Eduardo Duhalde izbran za začasnega predsednika.
Nova argentinska vlada je pričela podpirati domačo industrijo in nadomeščati uvožene izdelke z domačimi. Tudi nov tečaj pesa je bil za domačo ekonomijo vzpodbudnejši. Povečal se je izvoz osnovnih izdelkov, kot sta žito in meso. Leta 2003 je bil za predsednika izvoljen Néstor Kirchner. Nadaljeval je s protekcionistično politiko ter nacionaliziral določena privatizirana podjetja. Država je tako poplačala svoj dolg Mednarodnemu denarnemu skladu (IMF).
Kirchnerja je na predsedniškem mestu nasledila njegova žena Cristina Fernández de Kirchner.

## Upravna delitev
Argentina je razdeljena na 23 provinc (špansko provincias, ednina: provincia), glavno mesto Buenos Aires pa ima status federalnega ozemlja (distrito federal). Province so sestavne enote argentinske zvezne države. Province imajo svojo lastno ustavo, lastno vlado pod vodstvom neposredno izvoljenega  guvernerja (gobernador) in parlament. Province so po drugi strani razdeljene admnistrativne enote, imenovane Departamentos. Izjema je provinca  Buenos Aires, ki je razdeljena v Partidos.

### Upravne enote
Konec osemdesetih let so se province v Argentini - z izjemo province Buenos Aires - združile v regijo, da bi tako med sebhoj uskladile gospodarsko, infrastrukturno in razvojno politiko in s tem poskrbele za protiutež prevladujoči vlogi, ki jo ima v državi glavno mesto. Te province zaenkrat niso uradne državne enote, temveč bolj interesne skupnosti, saj so brez uradnih političnih teles. Raven sodelovanja se od province do province razlikuje.
Región Centro sestavljajo province Córdoba, Entre Ríos in Santa Fe, ki so v veliki meri integrirane. Interesna skupnost je bila začrtana že 1973 kot cilj, do uresničitve pa je prišlo šele 1998. Od leta 2004 dalje pozna provinca tudi uradne institucije kot je  odbor guvernerjev (Junta de Gobernadores) in izvršni komite (Comité Ejecutivo).
Región del Nuevo Cuyo sestavljajo province Mendoza, San Juan, La Rioja in San Luis. Obstaja od leta 1988, odtlej je dosegla le nizko raven integracije. Tudi ta regija ima instituciji kot sta odbor guverner in izvršni komite, vendar so brez praktičnega pomena.
Poseben primer je Región del Norte Grande Argentino. Združuje province severovzhodne Argentine (Province Chaco, Corrientes, Formosa in Misiones) in severozahodne Argentine (Catamarca, Jujuy, Salta, Santiago del Estero in Tucumán). Regija obstaja že od1999 in je v tem času uresničila številne projekte, čeprav regionalnega dogovora tri province še niso ratificirale. Iz zgodovinskih razlogov pa je razdelitev na severovzhod in severozahod prisotna v številnih statistikah.
Končno še Región Patagónica iz provinc Chubut, La Pampa, Neuquén, Río Negro, Santa Cruz in Ognjena zemlja, Antarktika in južnoatlantski otoki. Ustanovili so jo 1996 in odtlej je dosegla visoko raven sodelovanja. Tako pošiljajo parlamenti provinc poslance v regionalni parlament, Parlamento Patagónico, ki obstaja že od 1991, ko regija niti ni bila še ustanovljena.

## Geografija
Argentina ima površino 2,78 milijona km², kar je druga največja država v Južni Ameriki za Brazilijo. Od severa proti jugu je dolga 3694 km, najširša točka od zahoda proti vzhodu približno 1423 km. Na vzhodu meji na Atlantski ocean, na severu na Bolivijo in Paragvaj ter na severovzhodu na Brazilijo in Urugvaj; Čile in Argentina tvorita najdaljšo skupno mejo na zahodu države.
Celotno zahodno obmejno območje zasedajo Andi, najdaljša celinska gorska veriga na svetu. Osrednji sever Argentine zaseda geografska regija Gran Chaco, vroča suha savana. Vzhodno od nje se pridruži hribovita provinca Misiones ob Río Paraná. Na mejnem trikotniku Argentina-Paragvaj-Brazilija so slapovi Iguazú; široki so približno 2,7 kilometra in so med največjimi na svetu. Na jugu med velikima rekama Río Paraná in Río Uruguay leži vlažna in močvirnata Mezopotamija. Na Río de la Plata, skupnem izlivu teh dveh rek, ležita mesto Buenos Aires in istoimenska provinca Buenos Aires, gospodarsko srce Argentine, kjer živi približno tretjina prebivalcev države.
Na zahodu in jugu Buenos Airesa se razprostirajo pampe, travnate planote, kjer pridelajo večino kmetijskih proizvodov države. Znana kot Llanura Pampeana se deli na suhi in vlažni del (Pampa Seca in Pampa Húmeda). V vlažni Pampi sta pogorji Tandilija in Ventanija (Sierras de Tandil, Sierras de la Ventana), edini verigi nizkih gora v regiji, z višinami do 1000 metrov. V tej regiji so velika pšenična polja in pašniki za govedo.
Gorske verige Sierras Pampeanas ležijo med pampami in Andi v osrednji Argentini. Te nizke gorske verige dosegajo višine okoli 2800 m v Sierras de Córdoba in do 6250 m v Sierra de Famatina v La Rioji. Za Patagonijo na jugu Argentine je značilen močan zahodni veter in ima zelo ostro podnebje. To območje, ki predstavlja približno četrtino države, je zelo redko poseljena. Najnižja točka v državi in Ameriki kot celoti je Laguna del Carbón na -105 m podmorske višine. Leži med Puerto San Julián in Comandante Luis Piedra Buena v provinci Santa Cruz.
Približno 60 km dolg odsek meje s Čilom, ki leži v ledenem polju južne Patagonije, ni označen kot jasno zarisana meja, ampak ga zaseda posebno območje, dogovorjeno med državama.
Argentina trdi, da je njen tudi del antarktične celine; vendar je ta trditev v nasprotju z Antarktično pogodbo, ki velja od leta 1961.
V Argentini je 36 narodnih parkov in več še drugače zaščitenih območij, kot so:
- Aconcagua (provincialno zavarovano območje)
- Narodni park okameneli gozd Jaramillo (Parque nacional Bosques Petrificados de Jaramillo)
- Laguna Oca del río Paraguay (biosferni rezervat)
- Esteros del Iberá (Ramsarsko mokrišče)
- Park Ischigualasto (Parque Provincial Ischigualasto - provincialno zavarovano območje)
- Naravni rezervat Isla de los Estados in arhipelag Año Nuevo (Reserva natural silvestre Isla de los Estados y Archipiélago de Año Nuevo - regionalno zavarovano območje)
- Naravni rezervat Laguna del Diamante, provinca Mendoza
- Naravni spomenik Laguna de Pozuelos (Monumento natural Laguna de los Pozuelos - tudi biosferni rezervat)
- Jezero Mar Chiquita (Ramsarsko mokrišče)
- Biosferni rezervat Laguna de Mar Chiquita
- Naravni rezervat Otamendi (naravni rezervat)
- Polotok Valdés (naravni rezervat: Ramsarsko mokrišče in Unescova svetovna dediščina[25])

### Gore
V argentinskih Andih je veliko več kot 6000 m visokih gora. Tudi najvišja gora na ameriški celini, Aconcagua z 6961 m višine in dva najvišja vulkana na zemlji, Ojos del Salado z 6880 m in Monte Pissis s 6795 m. V južnih Andih so gore nižje; mnoge so zaradi hladnega in vlažnega podnebja vedno pokrite s snegom. Tudi v Sierras Pampeanas so nekatere zelo visoke nadmorske višine: Sierra de Famatina v provinci La Rioja doseže več kot 6000 m. Višine tega gorskega kompleksa se spuščajo proti vzhodu, vendar je v Sierras de Córdoba doseženih le največ 2800 metrov.
Severna Patagonija (Mesetas Patagoniens) na jugovzhodu Mendoze še vedno kaže nadmorsko višino 4700 m, njihova višina se proti jugovzhodu zmanjšuje. Na drugih območjih Argentine gore dosežejo višino le izjemoma več kot 1000 m. Sem spadajo Sierras Australes Bonaerenses (Sierra de la Ventana in Sierra de Tandil) na atlantski obali ter hribih in gorah Misiones.

### Reke in jezera
V hidrologiji Argentine prevladujejo pritoki Río de la Plata. Njeno porečje obsega približno 5.200.000 km². Približno tretjina tega je v Argentini, ostalo v Boliviji, Braziliji, Paragvaju in Urugvaju. Večja pritoka Río de la Plate sta reka Parana in Urugvaj. Na severu na meji z Brazilijo je narodni park Iguasu. V njem reka Iguasu z Iguasujskimi slapovi, ki so trikrat večji od Niagarskih slapov. Drugo največje povodje ima Río Colorado v severni Patagoniji, katerega največji pritok Río Salado del Oeste odmaka velik del zahodne Argentine, čeprav velik del njene vode izhlapi že na poti zaradi suhega podnebja oz. pronica v močvirje.
Argentina ima dve glavni jezerski območji. Najobsežnejše je ob vznožju južnih Andov, kjer se dolga veriga jezer staljene vode z ledenikov razteza od pokrajine Neuquén do Ognjene zemlje. Poleg tega so v zahodnih osrednjih pampah in na jugu Chaca številna ravninska jezera, nekatera pa so le nekaj metrov globoka in pogosto slana. Ravninsko jezero Jezero Mar Chiquita s 5770 km² v provinci Córdoba in andski jezeri Argentinsko jezero (1415 km²) in jezero Viedma (1088 km²) sta v narodnem parku Los Glaciares, ki je bil razglašen za Unescovo svetovno dediščino. Tam je tudi ledenik Perito Moreno.

### Otoki
Argentina ima kljub dolgi obali malo otokov. Največji je Isla Grande de Tierra del Fuego, ki pripada arhipelagu Tierra del Fuego s 47.020 km², delita pa si ga Argentina (provinca Tierra del Fuego, 21.571 km²) in Čile (25.429 km²). Edino pomembno otoško območje je jug province Buenos Aires, kjer se v zalivih Bahía Blanca in Bahía Anegada nahajata dve obsežni jezeri bibavičnega pasu. Tamkajšnji otoki so ravni in nenaseljeni, z izjemo Isla Jabalí, na kateri je obmorsko letovišče San Blas. Največji otok je Isla Trinidad z 207 km². Ob patagonski obali je tudi nekaj manjših skalnatih otokov.
Mednarodno pravno sporno ozemlje so Falklandski otoki (tudi Malvini, angleško Falkland Islands, špansko Islas Malvinas), skupina otokov v južnem Atlantiku. Geografsko pripadajo Južni Ameriki, ležijo od 600 do 800 km vzhodno od južne Argentine in Tierra del Fuego na 52 ° južno in 59 ° zahodno ter so britansko čezmorsko ozemlje. Od leta 1833 jih zahteva Argentina. Zasedba otokov s strani Argentine 2. aprila 1982 je sprožila falklandsko vojno, ki je trajala do 14. junija 1982 in se za Argentino končala z porazom. Največji otoki Falklandskih otokov so Soledad s 6683 km² in Zahodni Falkland (Gran Malvina) s 5278 km². Ozemlje Južne Georgije in Južni Sandwichevi otoki na jugovzhodu Falklandskih otokov imajo enak status.

### Geografske regije
Argentina je razdeljena na sedem geografskih regij (regionalna členitev ne vsebuje dela Antarktike, ki ga zahteva):
- Severozahod, nadaljevanje visokega puna s še višjo, bolj robustno topografijo na skrajnem jugozahodu;[26] s sušno predkordiljero, ki je na srednjem zahodu presekana z ozkimi dolinami ali Quebradas;[27] in razširitvijo gorskih džungel Yungas proti vzhodu.[27]
- Mezopotamija, subtropski klin pokriva zahod planote Paraná in sosednjega nižavja obdanega z rekama Parana in Urugvaj.[28]
- Gran Chaco, velika, subtropska in tropska nizko ležeča, položna aluvialna planota[29] med Mezopotamijo in Andi.
- Pampaške gore (Sierras Pampeanas), serija srednje visokih gorskih verig, ki se nahajajo v centru.[30]
- Cuyo, kotlina in obširno območje v predgorju centralnih Andov na zahod.[29]
- Pampa, velika in zelo rodovitna aluvialna planota locirana na srednjem vzhodu.]].[28]
- Patagonija, obsežna južna planota sestavljena večinoma iz sušnih, kamnitih step[28] na vzhodu; vlažnih hladnih travnikov na jugu in gostih subantarktičnih gozdov na zahodu.[31]

- Pampa
- Pampaške gore (Sierras Pampeanas)
- Mezopotamija
- Cuyo
- Gran Chaco
- Severozahodna Puna
- Severozahodne doline
- Severozahodne Yungas
- Zahodna Patagonija
- Vzhodna Patagonija
- Severozahodna Patagonija

### Podnebje
Argentina je združila skoraj vsa podnebna območja v eni državi, od tropskih območij na skrajnem severovzhodu do subtropskih območij na preostalem severu in obsežnega zmernega podnebnega pasu do hladnih podnebnih regij na jugu in v Andih.
Severozahod Argentine je na območju Andov suh, poleti pa ima kratko deževno sezono. Tu je  visoka puščavo Puna, katere zahod je eno najbolj suhih območij na svetu, pa tudi stepi podoben, neploden Monte ob vznožju Andov v provincah Mendoza, San Juan in La Rioja.
Na vzhodnih pobočjih predgorja Andov rastejo subtropski oblačni gozdovi v provincah Tucumán, Salta in Jujuy, ki so poleti zaradi dežja mokrih vzhodnih vetrov zelo deževni, pozimi pa razmeroma suhi. Proti vzhodu se Gran Chaco zapre na osrednjem severu, padavine so skoncentrirane poleti, enako velja za regijo Sierras Pampeanas v osrednji Argentini. V obeh regijah padavine proti zahodu upadajo.
Severovzhod in pampe so vse leto vlažni, največ padavin pa je v subtropskem deževnem gozdu province Misiones.
Jug (Patagonija) je v zahodnem vetrovnem pasu, zato zahodni del prejema več padavin kot vzhodni. Andi so glede temperature nenehno vlažni in hladni. Delujejo kot ovira za vlažne pacifiške vetrove, tako da je Patagonska nižina na vzhodu zelo suha in polpuščavska. V tej regiji podnebje določa veter Pampero, ki na jugozahodu redno piha na teden do dva tedna. Poseben primer je podnebje v južnem delu Tierra del Fuego s hladnim oceanskim podnebjem, kjer pacifiški in atlantski vpliv zaradi pomanjkanja podnebne ločnice v Andih določa vreme. Tam so količine padavin razmeroma visoke in temperature kažejo razmeroma majhno razliko med poletjem in zimo.

## Biotska raznovrstnost
Argentina je država z izjemno biotsko pestrostjo, saj gosti enega največjih vrst ekosistemov na svetu. 15 celinskih območij, 3 oceanska območja in Antarktika so vse zastopane na njenem ozemlju. Tako veliko različnih ekosistemov ima za posledico veliko biološki raznolikost, ki je ena največjih na svetu:
- 9372 katalogiziranih vaskularnih rastlinskih vrst (24 mesto) [obsega samo višje rastline: praproti, iglavce in sagovke in cvetoče rastline]
- 1038 katalogiziranih vrst ptic (14 mesto) [obsega le ptice, ki gnezdijo v Argentini in ne selivk]
- 375 katalogiziranih vrst sesalcev (12 mesto) [brez morskih sesalcev]
- 338 katalogiziranih vrst plazilcev (16 mesto)
- 162 katalogiziranih vrst dvoživk (19 mesto)

### Rastlinstvo
V toplih, vlažnih tropskih in subtropskih deževnih gozdovih na severu uspevajo tropske rastline, kot so Dalbergia (majhna do srednje velika drevesa in grmovnice iz družine metuljnic), gvajak (Guaiacum officinale), mimozolistni palisandrovec (Jacaranda mimosifolia) in drevesa quebracho (Schinopsis lorentzii), iz katerega pridobivajo taninsko kislino, pa tudi palme. Gran Chaco, tudi na severu Argentine, ima savanski podobno vegetacijo, v kateri prevladujejo drevesa Algarrobo (predvsem Prosopis alba in Prosopis nigra), pojavlja se tudi quebracho. Jug in vzhod Chaca se z blažjim podnebjem intenzivno uporabljata za kmetijstvo, sever pa je še vedno v veliki meri neokrnjen.
Za pampe so značilna obsežna travišča z različnimi vrstami trave. Razen evkalipta (Eukalyptus), ameriških platan (Platanus occidentalis) in akacij (Acacia) tu ni dreves; prva dva roda nista avtohtona. Zaradi zelo fine zemlje brez kamna je možen razvoj kmetijstva, tako da se je ohranilo le malo prvotne vegetacije.
Patagonija je že v senci Andov in je neplodna in večinoma brez dreves. Tako kot v pampah tudi tu prevladujejo trave, vendar je vegetacija prilagojena veliko bolj suhim razmeram. Obstajajo tudi različne zelnate rastline in grmi. Zaradi kamnitih tal pridelava žita ni mogoča, pašniki pa se uporabljajo kot ovčja paša.
V vznožju Andov in na Tierra del Fuego so obsežni gozdovi iglavci: smreka (Picea), cipresa (Cypressus), bor (Pinus), cedra (Cedrus) in drugim lesom. V bližini čilske meje so izolirane skupine južne bukve (Nothofagus). Drevesna meja je na okoli 3500 m. V sušnih severnih visokogorjih Andov je v sušnih polpuščavah veliko rastlin kaktusov (Cactaceae) in trnastega grmovja.
Cvet Ceibos - koralnik (Erythrina) je eden od državnih simbolov kot tako imenovani nacionalni cvet.

### Živalstvo
Na tropskem severu je favna izredno raznolika. Tu živijo različne vrste opic, jaguar, puma, ozelot, rakun, koati, mravljinčar, pa tudi tapir, pekari in plazilci, kot so kače in kajmani. V ptičjem življenju na tropskem severu živijo kolibriji, plamenci, tukani in papige. Piranje lahko najdemo v rekah skupaj s številnimi drugimi ribami. V pampah so mali pasavec (Zaedyus pichiy), grivast volk (Chrysocyon brachyurus), azarska lisica (Lycalopex gymnocercus), pampaška mačka (Leopardus colocolo), pampaški jelen (Ozotoceros bezoarticus), Darwinov nandu, različne ptice roparice, kot so sokoli in čaplje. Na neplodnih predelih Andov živijo divje lame, gvanako in vikunja ter andski kondor, ki je ena največjih ptic na svetu. Plenilci so gorska mačka (Leopardus jacobita), puma, južnoameriška siva lisica in andska lisica. Ptice selivke, kot so plamenci, pogosto najdemo v slanih jezerih. V Patagoniji in na Ognjeni zemlji je živalsko življenje revnejše. Tu živijo tudi pume, nanduji in gvanaki; čilski viličasti jelen (Hippocamelus bisulcus) in Pudú (majhen jelen) sta del favne južnih Andov. Na Tierri del Fuego gnezdijo tudi kormorani in magellanove žolne (Campephilus magellanicus). Na patagonskih obalah živijo magellanovi pingvini in kolonije kapskega morskega medveda (Arctocephalus) in patagonski morski lev. V obalnih vodah Argentine živijo južnomorski kiti (Eubalaena australis), orke (Orcinus orca) in maldivska kratkogobčna pliskavka (Cephalorhynchus commersonii), pa tudi oslič, sardele, skuše in delfini.

## Unescova svetovna dediščina
.
- Narodni park Los Glaciares, 1981 [34]
- Jezuitske stavbe v Cordobi in okolici, 2000 [35]
- Quebrada de Humahuaca - soteska na severozahodu Argentine, 2003 [36]
- Narodni park Iguasu, 1984 [37]
- Naravna parka Ischigualasto in Talampaya, 2000 [38]
- Polotok Valdés, 1999 [39]
- Cueva de las Manos ob reki Rio Pinturas - skalne poslikave, 1999 [40]
- Jezuitski misijoni Guaranis: San Ignacio Mini, Santa Ana, Nuestra Señora de Loreto in Santa Maria Mayor (Argentina), Ruševine Sao Miguel das Missoes (Brazil), 1983 [41]
- Qhapaq Ñan, Andski cestni sistem (skupaj z Bolivijo, Čilom, Perujem, Ekvadorjem, Kolumbijo), 2014 [42]
- Arhitekturna dela Le Corbusiera, izjemen prispevek k sodobnemu gibanju(skupaj z Belgijo, Francijo, Nemčijo, Indijo, Japonsko in Švico), 2016 [43]
- Narodni park Los Alerces, 2017 [44]

## Gospodarstvo
Bogato z naravnimi viri, visoko pismenim prebivalstvom, raznoliko industrijsko bazo in izvozno usmerjenim kmetijskim sektorjem je argentinsko gospodarstvo tretje največje latinskoameriško gospodarstvo in drugo največje v Južni Ameriki. Ima 'zelo visoko' oceno indeksa človekovega razvoja in sorazmerno visok BDP na prebivalca s precejšnjo velikostjo notranjega trga in naraščajočim deležem visokotehnološkega sektorja.
Dostop do biološke zmogljivosti v Argentini je veliko višji od svetovnega povprečja. Leta 2016 je imela Argentina na svojem ozemlju 6,8 globalnih hektarjev biokapacitete na osebo , kar je veliko več od svetovnega povprečja, ki znaša 1,6 globalnega hektara na osebo.  Leta 2016 je Argentina porabila 3,4 globalne hektare biološke zmogljivosti na osebo - njihov okoljski odtis porabe. To pomeni, da porabijo polovico manj biološke zmogljivosti, kot jo vsebuje Argentina. Posledično Argentina uporablja rezervo biološke zmogljivosti.
Srednje nastajajoč trg in ena največjih držav v razvoju na svetu, je Argentina članica največjih gospodarstev G-20. V preteklosti pa je bila njena gospodarska uspešnost zelo neenakomerna, saj se je visoka gospodarska rast izmenjevala s hudimi recesijami, nerazdelitvijo dohodka in v zadnjih desetletjih naraščajočo revščino. V začetku 20. stoletja je Argentina dosegla razvoj in postala sedma najbogatejša država na svetu. Čeprav je do sredine stoletja uspela ohraniti mesto med petnajstimi najboljšimi gospodarstvi, je doživela dolgo in vztrajno upadanje, vendar je še vedno država z visokim dohodkom.
Visoka inflacija - desetletja šibkost argentinskega gospodarstva - je spet postala težava, z letno stopnjo 24,8 % leta 2017. Da bi jo odvrnila in podprla peso, je vlada uvedla nadzor nad devizami. Porazdelitev dohodka, ki se je izboljšala od leta 2002, je opredeljena kot 'srednja', čeprav je še vedno precej neenaka.
Argentina se je uvrstila na 85. mesto od 180 držav po indeksu zaznavanja korupcije organizacije Transparency International za leto 2017, kar je 22 točk več kot na lestvici iz leta 2014. Argentina je svojo dolgoletno krizo neplačila dolga poravnala leta 2016 s tako imenovanimi skladi jastrebov po izvolitvi Mauricija Macrija, kar je Argentini omogočilo vstop na kapitalske trge prvič po desetletju.
Vlada Argentine je 22. maja 2020 naletela na zamudo, ker upnikom ni plačala zapadlosti v višini 500 milijonov dolarjev. Pogajanja o prestrukturiranju 66 milijard ameriških dolgov se nadaljujejo.

## Industrija
Leta 2012 je predelovalna industrija predstavljala 20,3 % BDP - največji sektor v nacionalnem gospodarstvu. Polovica industrijskega izvoza je dobro vključena v argentinsko kmetijstvo in ima podeželsko poreklo.
V letu 2012 so bili po obsegu vodilni sektorji: predelava hrane, pijač in tobačnih izdelkov; motorna vozila in avtodeli, tekstil in usnje, rafinerijski izdelki in biodizel, kemikalije in farmacevtski izdelki, jeklo, aluminij in železo, industrijski in kmetijski stroji, gospodinjski aparati in pohištvo, umetne mase in pnevmatike, steklo in cement in mediji za snemanje in tiskanje. Poleg tega je Argentina od nekdaj ena izmed petih najboljših svetovnih držav pridelovalk vina. Vendar pa je bila uvrščen tudi med 74 držav, kjer so bili primeri otroškega dela in prisilnega dela opaženi in omenjeni v poročilu iz leta 2014, ki ga je objavilo Urad za mednarodne delovne zadeve. Seznam blaga ILAB, proizvedenega z otroškim delom ali prisilnim delom, kaže, da veliko blaga, proizvedenega z otroškim delom ali prisilnim delom, prihaja iz kmetijskega sektorja.
Córdoba je glavno industrijsko središče Argentine, kjer gostijo kovinarstvo, motorje in avtomobilske dele. Naslednje po pomembnosti so območja Velikega Buenos Airesa (predelava hrane, metalurgija, motorna vozila in avtomobilski deli, kemikalije in petrokemikalije, trajna potrošniška oprema, tekstil in tisk); Rosario (predelava hrane, metalurgija, kmetijski stroji, rafiniranje nafte, kemikalije in strojenje); San Miguel de Tucumán (prečiščevanje sladkorja); San Lorenzo (kemikalije in farmacevtski izdelki); San Nicolás de los Arroyos (mlinarstvo in metalurgija); ter Ushuaia in Bahía Blanca (predelava nafte). [218] [nezanesljiv vir?] Druga predelovalna podjetja se nahajajo v provincah Santa Fe (taljenje cinka in bakra ter mletje moke); Mendoza in Neuquén (kleti in predelava sadja); Chaco (tekstil in žage); in Santa Cruz, Salta in Chubut (predelava nafte).
Proizvodnja električne energije v Argentini je leta 2009 znašala več kot 122 TWh (440 PJ), od tega približno 37 % industrijske dejavnosti.

## Urbanizacija
Argentina je zelo urbanizirana, saj 92 % prebivalstva živi v mestih: deset največjih metropolitanskih območij predstavlja polovico prebivalstva. V mestu Buenos Aires živi približno 3 milijone prebivalcev, vključno z velemestnim območjem Velikega Buenos Airesa pa približno 13 milijonov, zaradi česar je eno največjih urbanih območij na svetu.
Metropolitanski območji Córdoba in Rosario imata po približno 1,3 milijona prebivalcev. Mendoza, San Miguel de Tucumán, La Plata, Mar del Plata, Salta in Santa Fe imajo po vsaj pol milijona ljudi.
Prebivalstvo je neenakomerno porazdeljeno: približno 60 % jih živi v regiji Pampas (21 % celotne površine), vključno s 15 milijoni prebivalcev v provinci Buenos Aires. Pokrajini Córdoba in Santa Fe ter mesto Buenos Aires imata po 3 milijone. V sedmih drugih provincah živi po milijon ljudi: Mendoza, Tucumán, Entre Ríos, Salta, Chaco, Corrientes in Misiones. Tucumán je s 64,3 prebivalca na kvadratni kilometer edina argentinska provinca, bolj gosto poseljena od svetovnega povprečja; nasprotno pa ima južna provinca Santa Cruz približno 1,1 / km2.

## Kultura
Argentina je večkulturna država s pomembnimi evropskimi vplivi. Na sodobno argentinsko kulturo je med drugim vplivalo italijansko, špansko in drugo evropsko priseljevanje iz Italije, Francije, Združenega kraljestva in Nemčije. Za njegova mesta je v veliki meri značilna tako razširjenost ljudi evropskega porekla kot zavestno posnemanje ameriških in evropskih slogov v modi, arhitekturi in oblikovanju. V vseh velikih mestnih središčih je veliko muzejev, kinodvoran in galerij, pa tudi tradicionalnih ustanov, kot so literarni bari ali bari, ki ponujajo živo glasbo različnih žanrov, čeprav je manj elementov ameriških in afriških vplivov, zlasti na področjih. glasbe in umetnosti. Drug velik vpliv imajo gauči in njihov tradicionalni življenjski slog samostojnosti v državi. Nazadnje so avtohtone ameriške tradicije absorbirane v splošni kulturni milje. Argentinski pisatelj Ernesto Sabato je o naravi argentinske kulture razmišljal takole:
Ob primitivni španskoameriški resničnosti, ki je bila v porečju La Plate zaradi priseljevanja zlomljena, so njeni prebivalci postali nekoliko dvojni z vsemi nevarnostmi, pa tudi z vsemi prednostmi tega stanja: zaradi naših evropskih korenin narod globoko povezujemo z trajne vrednote starega sveta; zaradi našega stanja Američanov se s folkloro v notranjosti in starim Kastiljanom, ki nas združuje, povežemo s preostalo celino, nekako občutimo poklicanost Patria Grande San Martín in Bolívarja, ki sta si jo nekoč predstavljala. — Ernesto Sabato, La cultura en la encrucijada nacional (1976)

### Glasba
Tango, Rioplatense glasbena zvrst z evropskimi in afriškimi vplivi, je eden od argentinskih mednarodnih kulturnih simbolov. Zlata doba tanga (od 1930 do sredine 1950-ih) je odražala jazz in swing v Združenih državah Amerike, v njej pa so nastopali veliki orkestri, kot so bili Osvaldo Pugliese, Aníbal Troilo, Francisco Canaro, Julio de Caro in Juan d'Arienzo. Po letu 1955 je virtuoz Astor Piazzolla populariziral tango Nuevo, subtilnejši in bolj intelektualni trend za žanr. Tango danes uživa svetovno priljubljenost s skupinami, kot so Gotan project, Bajofondo in Tanghetto.
Argentina je razvila močne klasične glasbene in plesne prizore, ki so ustvarili priznane umetnike, kot je skladatelj Alberto Ginastera, violinist Alberto Lysy, pianista Martha Argerich in Eduardo Delgado, pianist in režiser simfoničnega orkestra Daniel Barenboim, tenorista José Cura in Marcelo Álvarez in plesalcem baleta Jorgeju Donnu, Joséju Neglii, Normi Fontenli, Maximilianu Guerri, Palomi Herreri, Marianeli Núñez, Iñakiju Urlezagi in Julio Bocci.
Nacionalni argentinski ljudski slog se je pojavil v 1930-ih iz več deset regionalnih glasbenih zvrsti in je vplival na celotno latinskoameriško glasbo. Nekateri interpreti, kot sta Atahualpa Yupanqui in Mercedes Sosa, so dosegli svetovno priznanje.
V romantičnem žanru balad so bili pevci mednarodne slave, kot je Sandro de América.
Argentinski rock se je kot poseben glasbeni slog razvil sredi 1960-ih, ko sta Buenos Aires in Rosario postala zibelka ambicioznih glasbenikov. Ustanavljajočim skupinam, kot so Los Gatos, Sui Generis, Almendra in Manal, so sledili Seru Giran, Los Abuelos de la Nada, Soda Stereo in Patricio Rey y sus Redonditos de Ricota, z uglednimi umetniki, med njimi Gustavo Cerati, Litto Nebbia, Andrés Calamaro, Luis Alberto Spinetta, Charly García, Fito Páez in León Gieco.
Tenorsaksofonist Leandro "Gato" Barbieri ter skladatelj in dirigent big banda Lalo Schifrin sodita med mednarodno najuspešnejše argentinske jazzovske glasbenike.
Druga priljubljena glasbena zvrst je trenutno Cumbia villera, ki je podvrsta cumbia glasbe, ki izvira iz revnih četrti Argentine in je popularizirana po vsej Latinski Ameriki in latinskih skupnostih v tujini.

### Gledališče
Buenos Aires je ena največjih svetovnih prestolnic sveta s prizoriščem mednarodnega značaja s središčem na aveniji Corrientes, »ulici, ki nikoli ne spi« včasih imenovani tudi intelektualni Broadway v Buenos Airesu. Teatro Colón je svetovni mejnik za operne in klasične predstave; njegova akustika sodi med pet najboljših na svetu. Druga pomembna gledališka prizorišča so Teatro General San Martín, Cervantes, oba v mestu Buenos Aires; Argentino v La Plati, El Círculo v Rosario, Independencia v Mendozi in Libertador v Córdobi. Griselda Gambaro, Copi, Roberto Cossa, Marco Denevi, Carlos Gorostiza in Alberto Vaccarezza so nekateri najvidnejši argentinski dramatiki.
Argentinsko gledališče izvira od podkralja Juana Joséja de Vértiza y Salcedo, ko je leta 1783 ustanovil prvo gledališče v koloniji La Ranchería. Leta 1786 je bila premiera tragedije z naslovom Siripo. Zdaj je delo izgubljeno (ohranjeno je le drugo dejanje) in ga lahko štejemo za prvo argentinsko gledališko igro, ki jo je napisal pesnik iz Buenos Airesa Manuel José de Lavardén, premierno je bila uprizorjena v Buenos Airesu, zgodba pa je bila navdihnjena z zgodovinsko epizodo zgodnje kolonizacije bazena Río de la Plata: uničenje kolonije Sancti Spiritu s strani staroselcev leta 1529. Gledališče La Ranchería je delovalo do uničenja v požaru leta 1792. Drugi gledališki oder v Buenos Airesu je bil Teatro Coliseo, odprt leta 1804 v času podkralja Rafaela de Sobremonteja. Bil je najdlje nepretrgano delujoče gledališče v državi. Glasbeni ustvarjalec argentinske himne Blas Parera si je sloves prislužil kot avtor gledališke partiture v začetku 19. stoletja. Žanr je trpel med režimom Juana Manuela de Rosasa, čeprav je pozneje v stoletju cvetel skupaj z gospodarstvom. Nacionalna vlada je argentinskemu gledališču dala začetni zagon z ustanovitvijo gledališča Colón leta 1857, ki je gostilo klasične in operne ter odrske predstave. Uspešen gambit Antonia Petalarda leta 1871 ob odprtju Teatro Opera je navdihnil druge, da financirajo rastočo umetnost v Argentini.

### Arhitektura
Main article: Architecture of Argentina
Kolonizacija je prinesla špansko baročno arhitekturo, ki jo je še vedno mogoče ceniti v preprostejšem slogu Rioplatense pri San Ignacio Miní, stolnici v Córdobi in Cabildo Luján. Italijanski in francoski vplivi so se povečali v začetku 19. stoletja z močnimi eklektičnimi prizvoki, ki so dajali lokalni arhitekturi edinstven občutek.
Številni argentinski arhitekti so obogatili mestno pokrajino svoje države in ljudi po vsem svetu: Juan Antonio Buschiazzo je pomagal popularizirati lepotno umetnost, Francisco Gianotti pa je art nouveau kombiniral z italijanskimi slogi, kar je argentinskim mestom v začetku 20. stoletja dodalo pridih. Francisco Salamone in Viktor Sulčič sta zapustila Art déco zapuščino, Alejandro Bustillo pa je ustvaril plodno telo neoklasicistične in racionalistične arhitekture. Le Corbusier je močno vplival na Alberta Prebischa in Amancia Williamsa, medtem ko je Clorindo Testa lokalno predstavil brutalistično arhitekturo. Futuristične stvaritve Césarja Pellija in Patricia Pouchuluja so krasile mesta po vsem svetu: Pellijeva vrnitev slave Art décoja ga je uvrstila med najprestižnejše svetovne arhitekte, med najbolj znanimi kreacijami pa je bil Norwest Center in Petronasova stolpa.

### Kuhinja
Poleg številnih testenin, klobas in sladic, ki so običajne za celinsko Evropo, Argentinci uživajo v številnih avtohtonih in kreolskih kreacijah, vključno z empanadas (majhno polnjeno pecivo), locro (mešanica koruze, fižola, mesa, slanine, čebule, in buča), humita in mate.
Država ima največjo porabo rdečega mesa na svetu, tradicionalno pripravljenega kot argentinski žar asado. Pripravljen je iz različnih vrst mesa, pogosto vključno s klobaso chorizo, sladkim kruhom, oreščki in morcille (krvavicami).
Med običajne sladice spadajo facturas (pecivo na dunajski način), kolači in palačinke, napolnjene z dulce de leche (nekakšna marmelada iz mlečne karamele), alfajores (piškoti iz peciva v sendviču skupaj s čokolado, dulce de leche ali sadno pasto) in tortas fritas ( ocvrte torte).
Argentinsko vino, eno najboljših na svetu,  je sestavni del lokalnega jedilnika. Malbec, Torrontés, Cabernet Sauvignon, Syrah in Chardonnay so nekatere najbolj iskane sorte.

### Narodni simboli
Nekateri argentinski nacionalni simboli so opredeljeni z zakonom, drugi pa so tradicije brez formalne označbe. Argentinsko zastavo sestavljajo tri vodoravne črte, enake širine in obarvane svetlo modro, belo in svetlo modro, z majskim soncem v sredini srednje bele črte. Zastavo je oblikoval Manuel Belgrano leta 1812; sprejeta je bila kot nacionalni simbol 20. julija 1816.
Grb, ki predstavlja zvezo provinc, se je začel uporabljati leta 1813 kot pečat za uradne dokumente.
Argentinsko himno je napisal Vicente López y Planes z glasbo Blas Parera, sprejeta pa je bila leta 1813.
Nacionalna kokarda je bila prvič uporabljena med majsko revolucijo leta 1810, uradna pa je postala dve leti pozneje. Devica Lujánska je argentinska zavetnica.
Ptica Hornero (Furnarius rufus – navadni lončar), ki živi na večini državnega ozemlja, je bil leta 1928 izbran za nacionalno ptico.
Ceibo (Erythrina crista-galli – navadni koralnik) je državni cvetlični emblem in nacionalno drevo, medtem ko je quebracho colorado (Schinopsis balansae) nacionalno gozdno drevo. Rodohrozit je znan kot nacionalni dragi kamen.
Nacionalni šport je pato, konjeniška igra, ki je bila priljubljena med gauči.
Argentinsko vino je nacionalna pijača in mate čaj nacionalna infuzija. Asado in locro veljata za narodni jedi.